# Remark Records
Remark Records est un label et une édition musicale dirigé par Marc Lumbroso.

## Artistes
- John Mamann
- Spleen
- Raphael
- Marie Espinosa
- Christine and the Queens
- Sophie Maurin
- Sexion d'Assaut
- Adrienne Pauly
- Jean Jacques Goldman
- La chanson du dimanche
- F.M. (New Popular Music)
- Øllebirde
- After Marianne
- Oscar Anton
- Daze

## B.O. des films
- B.O. du film Les Choristes
- B.O. du film Magique
- B.O. du film Faubourg 36
- B.O. du film El Gusto

## Liens
- Myspace de Remark Records